# David Gwilt
David William Gwilt, MBE (* 3. November 1932 in Edinburgh) ist ein schottischer Komponist, Pianist, Violinist und Dirigent. Er lebt in Hongkong.

## Leben
Von 1945 bis 1950 besuchte David Gwilt die Sedbergh School in Yorkshire. 1950 gewann er ein Stipendium für das St John’s College in Cambridge. Von 1950 bis 1955 studierte er bei Robin Orr und Philip Radcliffe an der University of Cambridge (Bachelor of Music).
Von 1960 bis 1970 war er Lehrer am Winchester College. Von 1967 bis 1970 war er Studiendirektor des International Cello Centres in London. Seit 1970 war er Hochschullehrer und ab 1981 Professor an der Chinese University of Hong Kong (erster Professor für Musik). Von 1971 bis 1992 leitete er die Fakultät für Musik. Zu seinen Schülern gehören Lam Bun-Ching und Chan Wing-wah.
Ab 1978 gehörte er dem Gremium des Hong Kong Philharmonic Orchestra an. Von 1986 bis 1991 war er Direktor des Hong Kong Jockey Club Music Fund. Von 1986 bis 1988 war er im Gremium der Hong Kong Academy for Performing Arts. Er ist Ehrenpräsident der Hong Kong Composers’ Guild.